# 4503 Cleobulus
4503 Cleobulus è un asteroide near-Earth. Scoperto nel 1989, presenta un'orbita caratterizzata da un semiasse maggiore pari a 2,6984168 UA e da un'eccentricità di 0,5269195, inclinata di 2,51880° rispetto all'eclittica.